# Xiri
Xiri (ook wel Griqua, Cape Hottentot, Gri, Grikwa, Gry, Xirikwa of Xrikwa) is een Khoisantaal die wordt gesproken in Zuid-Afrika en Namibië. De taal is bijna uitgestorven. Nog maar een paar mensen spreken de taal. Ongeveer 90 mensen in Zuid-Afrika spreken de taal als moedertaal. In totaal waren er in 2000 volgens de Ethnologue bijna 200 sprekers. Nama is verwant aan Xiri.